# The Art of Love
The Art of Love is een Amerikaanse filmkomedie uit 1965 onder regie van Norman Jewison. Destijds werd de film in Nederland uitgebracht onder de titel De kunst van het liefhebben.

## Verhaal
De kunstenaar Paul Sloane wil zijn carrière een nieuwe stimulans geven. Door te doen alsof hij is overleden, wil hij gratis publiciteit krijgen.

## Rolverdeling
| Acteur          | Personage               |
| --------------- | ----------------------- |
| James Garner    | Casey Barnett           |
| Dick Van Dyke   | Paul Sloane             |
| Elke Sommer     | Nikki                   |
| Angie Dickinson | Laurie Gibson           |
| Ethel Merman    | Madame Coco La Fontaine |
| Carl Reiner     | Rodin                   |
| Pierre Olaf     | Carnot                  |
| Miiko Taka      | Chou Chou               |
| Roger C. Carmel | Zorgus                  |
| Irving Jacobson | Mijnheer Fromkis        |
| Jay Novello     | Conciërge               |
| Naomi Stevens   | Sarah Fromkis           |
| Renzo Cesana    | Pepe                    |
| Leon Belasco    | Prins                   |
| Louis Mercier   | Rechter                 |